# Hyperalgie

Les blessures peuvent modifier la perception de la douleur. Les sensations douloureuses peuvent devenir plus douloureuses (hyperalgésie) et les sensations normalement inoffensives peuvent devenir douloureuses (allodynie).

L'hyperalgie  ou hyperalgésie est une sensibilité excessive à un stimulus nociceptif. Ce processus physiologique est associé à une diminution du seuil d'activation des nocicepteurs (récepteurs de la douleur) entrainant une plus forte sensibilité de ceux ci. 